# 笑の大学
『笑の大学』（わらいのだいがく）は、三谷幸喜原作・脚本による日本の演劇作品。ラジオドラマ版・舞台版・映画版の3バージョンが存在する。ストーリーは各バージョンとも共通だが、脚本は役者に合わせて各々で書き直されている。

## ストーリー
1940年（昭和15年）10月。日本は戦争（日中戦争）への道を歩み始めていた。国民の娯楽である演劇は規制され、警察で台本の検閲を受けなければ上演できない。そんな時代に、生まれて一度も心の底から笑ったことがない検閲官・向坂睦男と、劇団「笑の大学」座付作家・椿一が警視庁の取調室で顔を合わせる。
「笑い」に理解のない向坂は「このご時世に、低俗な軽演劇など不謹慎であり上演する必要はない」と考えているため、「笑の大学」での演目上演中止に持ち込むべく、椿の台本に対して「笑い」を排除するような無理難題を課していく。いっぽう椿は何としても上演許可を貰うため、向坂の要求を飲みながらも更に「笑い」を増やす抜け道を必死に考え、一晩かけて書き直していく。向坂の検閲、椿の書き直し。そんな毎日が続くうち、いつしか向坂も検閲の域を超えた「台本直し」に夢中になってゆく。
ようやく台本は完成するが、その際に椿が告白したある一言で一転、向坂は国家権力の末端である自身の職責を忘れてしまっていたことに気付く。向坂は改めて椿の台本に対し、最大の無理難題を課す。そして偶然にもその晩、椿に召集令状が届く。もう「笑の大学」の幕が開くことはないと悟った椿は、一睡もせず無心で最後の書き直しを行うのだった。

## 主な登場人物
- 向坂睦男（さきさか むつお） - 警視庁保安課検閲係。
- 椿一（つばき はじめ） - 劇団「笑の大学」座付作家。喜劇作家・菊谷栄がモデル。

## ラジオドラマ
1994年11月5日、NHK-FM「FMシアター」枠の「特集 オーディオドラマ’94」で放送初演された。第32回ギャラクシー賞・ラジオ部門優秀賞受賞作品。

### キャスト
- 向坂睦男 - 三宅裕司
- 椿一 - 五代目坂東八十助
- おでん屋のおやじ - 小林隆

### スタッフ
- 原作・脚本：三谷幸喜
- 演出：斎明寺以玖子
- 音楽：神谷重徳、藤森弥生
- 効果：大和定次
- 技術：奥村治郎

## 舞台
1996年に青山円形劇場で初演、1996年度読売演劇大賞・最優秀作品賞を受賞した。1998年にPARCO劇場など全国4会場で再演され、2023年には「PARCO劇場開場50周年記念シリーズ」として、キャストを刷新して25年ぶりに全国8会場で上演された。いずれもキャストは2人で場面も取調室のみという、完全な密室劇・二人芝居となっている。
テレビでは1997年1月3日、NHK総合で初演版の模様が初放映された。2005年6月に、再演版を収録したDVDがパルコからリリースされている。

### キャスト
前者が1996年および1998年版、後者が2023年版。
- 向坂睦男 - 西村雅彦 / 内野聖陽
- 椿一 - 近藤芳正 / 瀬戸康史

### スタッフ
- 原作・脚本：三谷幸喜 / 同左
- 演出：山田和也 / 三谷幸喜
- 音楽：川崎晴美 / 荻野清子
- 照明：小沢淳 /
- 美術：伊藤保恵 / 堀尾幸男
- 企画制作：株式会社パルコ / 同左

### 日本国外での上演
- 1998年から2006年にかけ、ロシア及びベラルーシでロシア語上演（ライセンス上演）が行われた。2013年にはチュメニ・ドラマ劇場（ロシア語版）で「パンツでごめんなさい！」のタイトルで上演された。キャストはウラジーミル・オリョールとアレクサンドル・クドリン。舞台は架空の国に置き換えられている[4]。
- 2007年2月、カナダでフランス語上演（ライセンス）が行われた。
- 本作に脚色・演出を加えた英語訳版『The Last Laugh』が2007年にイギリスで公演され、同年7月には日本で来日公演（日本語字幕付英語上演）も行われた。2008年にはウエスト・エンドでも公開された。イギリス版のキャストは、検閲官役がロジャー・ロイド＝パック、劇作家役がマーティン・フリーマン。上演台本は、三谷作をベースにして劇作家リチャード・ハリスがイギリス人向けに書き下ろした。
- 2008年10月、韓国の東崇アートセンター東崇ホールで韓国版『笑の大学』が初公演された。脚本は日本版とおおむね同じで、検閲官役をソン・ヨンチャン、劇作家役をファン・ジョンミンが演じた。初公演日には三谷も訪韓し、記者会見した[5]。2009年以降もソウルを中心に、異なる劇場・役者で度々再演されている[6]。
- 2009年7月、香港の香港大会堂劇場で香港版『笑の大学』が初公演、2010年1月に再演された。脚本は日本版とおおむね同じで、検閲官役を鄧偉傑、劇作家役を陳文剛が演じた。
- 2012年、リトアニアで公演され[7]、2013年に再演された[8]。演出などはロシア版にもとづく。

## 映画
2004年10月30日公開。監督は星護。1996年の初演舞台版を観て強い衝撃を受けたプロデューサーが、三谷幸喜に映画化を申し入れたことが誕生のきっかけとなった。三谷は「星護が監督を担当するなら」と条件付きで了承したが、星は「これほど完成された作品を映像化などできない」と拒否した。しかし、その後の説得により8年越しで映画化にこぎ着けた。
舞台版との差別化を図るため、キャストを大幅に増やした。舞台版での会話中に名前だけ出てきた人物たちも登場させたのである。ストーリーは舞台版と同じだが、場面やキャストを増やすことで映画的な奥行を広げた。セットや小道具にもこだわり、取調室は縮尺模型を使って何度も検証した。警視庁の建物は旧神奈川県庁舎、事務所は横浜市開港記念会館、長い廊下は国の登録有形文化財でもある名古屋市役所の全長100メートルの廊下を使用し、昭和初期の雰囲気を再現した。浅草の街並はオープンセットを使い、多数のエキストラや色とりどりの幟旗を使って賑わいを表現している。この街並のシーンでは、木梨憲武演じる劇場支配人や、加藤あい演じるカフェの女給といった隠しキャストが確認できる。
冒頭で、役所広司が次々にハンコを捺していくシーンは、すべて実際に役所の手によるものである。また、劇中に登場する召集令状は、経済評論家であり郵便切手評論家である池田健三郎の協力を得て本物そっくりに再現した。

### キャスト
- 向坂睦男 - 役所広司
- 椿一 - 稲垣吾郎
- 廊下の制服警官 - 高橋昌也
- 青空寛太 - 小松政夫
- モギリのおばさん - 石井トミコ
- ロミエット - 小橋めぐみ
- ジュリオ - 河野安郎
- 石川三十五右衛門 - 長江英和
- チャーチル - ダン・ケニー
- ヒトラー - チュフォレッティ
- 戯作者 - 吉田朝、陰山泰、蒲生純一、つじしんめい、伊勢志摩、小林令門
- 浅草の警官 - 桜井聖
- 劇場の呼び込み - 藏内秀樹、矢柴俊博、加瀬慎一
- 貫一 - 眞島秀和
- お宮 - 木村多江
- 警官・大河原 - 八嶋智人
- カフェの女給 - 加藤あい
- 劇団の支配人 - 木梨憲武

### スタッフ
- 原作・脚本：三谷幸喜
- 監督：星護
- 製作者：亀山千広、島谷能成、伊藤勇
- 企画：石原隆
- エグゼクティブプロデューサー：前島良行
- プロデューサー：重岡由美子、市川南、稲田秀樹
- アソシエイトプロデューサー：小川泰、佐藤玄
- 音楽：本間勇輔
- 撮影：高瀬比呂史
- 美術：清水剛
- 照明：小野晃
- 録音：田中靖志
- 装飾：高畠一朗
- 編集：山本正明
- スクリプター：外川恵美子
- 監督補：加門幾生
- 製作担当：牧義寛
- 特殊メイク：松井祐一
- 劇中劇台本協力：半澤律子
- 劇中ポスター制作：五島聡、青木利幸、佐藤佳代、山本慶子
- 現像：IMAGICA
- スタジオ：東宝スタジオ
- 制作協力：共同テレビジョン
- 製作：フジテレビジョン、東宝、PARCO
- 配給：東宝

### 受賞
- 第6回ニッポン・コネクション ニッポン・シネマ賞